# ヨヴァン・ミラディノヴィッチ (2007年生のサッカー選手)
ヨヴァン・ミラディノヴィッチ（セルビア語: Јован Миладиновић, ラテン文字転写: Jovan Miladinović、2007年1月20日 - ）は、セルビアのサッカー選手。ポジションはゴールキーパー。

## 経歴

### レッドスター・ベオグラード
2020年5月22日、レッドスター・ベオグラードの下部組織に加入した。2022年の夏からトップチームの合宿に参加し、2023年1月22日のFCディナモ・トビリシ戦で親善試合ながら16歳でトップチームデビューを果たした。